# Åbrunnen
Åbrunnen är en sjö i Hylte kommun och Ljungby kommun i Småland och ingår i Lagans huvudavrinningsområde. Sjön är 4 meter djup, har en yta på 0,114 kvadratkilometer och befinner sig 156 meter över havet. Sjön avvattnas av vattendraget Björkönaå (Risabäcken).

## Delavrinningsområde
Åbrunnen ingår i det delavrinningsområde (630864-135711) som SMHI kallar för Inloppet i Yasjön. Medelhöjden är 161 meter över havet och ytan är 0,94 kvadratkilometer. Det finns ett avrinningsområde uppströms, och räknas det in blir den ackumulerade arean 17,07 kvadratkilometer. Björkönaå (Risabäcken) som avvattnar avrinningsområdet har biflödesordning 4, vilket innebär att vattnet flödar genom totalt 4 vattendrag innan det når havet efter 142 kilometer. Avrinningsområdet består mestadels av skog (80 %). Avrinningsområdet har 0,11 kvadratkilometer vattenytor vilket ger det en sjöprocent på 12 %.